# Estadio Sarawak
El Estadio Sarawak es un estadio multiusos ubicado en la ciudad de Kuching, estado de Sarawak en Malasia, fue inaugurado en 1997 y tiene una capacidad para 40 000 espectadores, es utilizado de preferencia para la práctica del fútbol y atletismo siendo uno de los estadios de mayor capacidad en el país. En la actualidad, es el estadio del club Sarawak FA que disputa la Super Liga de Malasia, sirve también en ocasiones de sede para juegos de la Selección de fútbol de Malasia.
El estadio se concluyó en abril de 1997, y es uno de los estadios de clase mundial en Asia. Consta de 4 niveles, con un marcador electrónico multimedia, pista de atletismo sintética, oficinas VIP, gimnasios, salas de masajes, cafetería, centro de control de seguridad, clínicas médicas, saunas etc. También ofrece excelentes instalaciones para discapacitados.
Fue sede de la Copa Mundial de Fútbol Juvenil de 1997 en donde albergó la cantidad de diez partidos incluyendo un juego de semifinales.